# Осипов, Клавдий Елпидьевич
Осипов Клавдий Елпидьевич (1896, Ханкенди, Елисаветпольская губерния — 11 августа 1965, Новосибирск) — советский архитектор.

## Биография

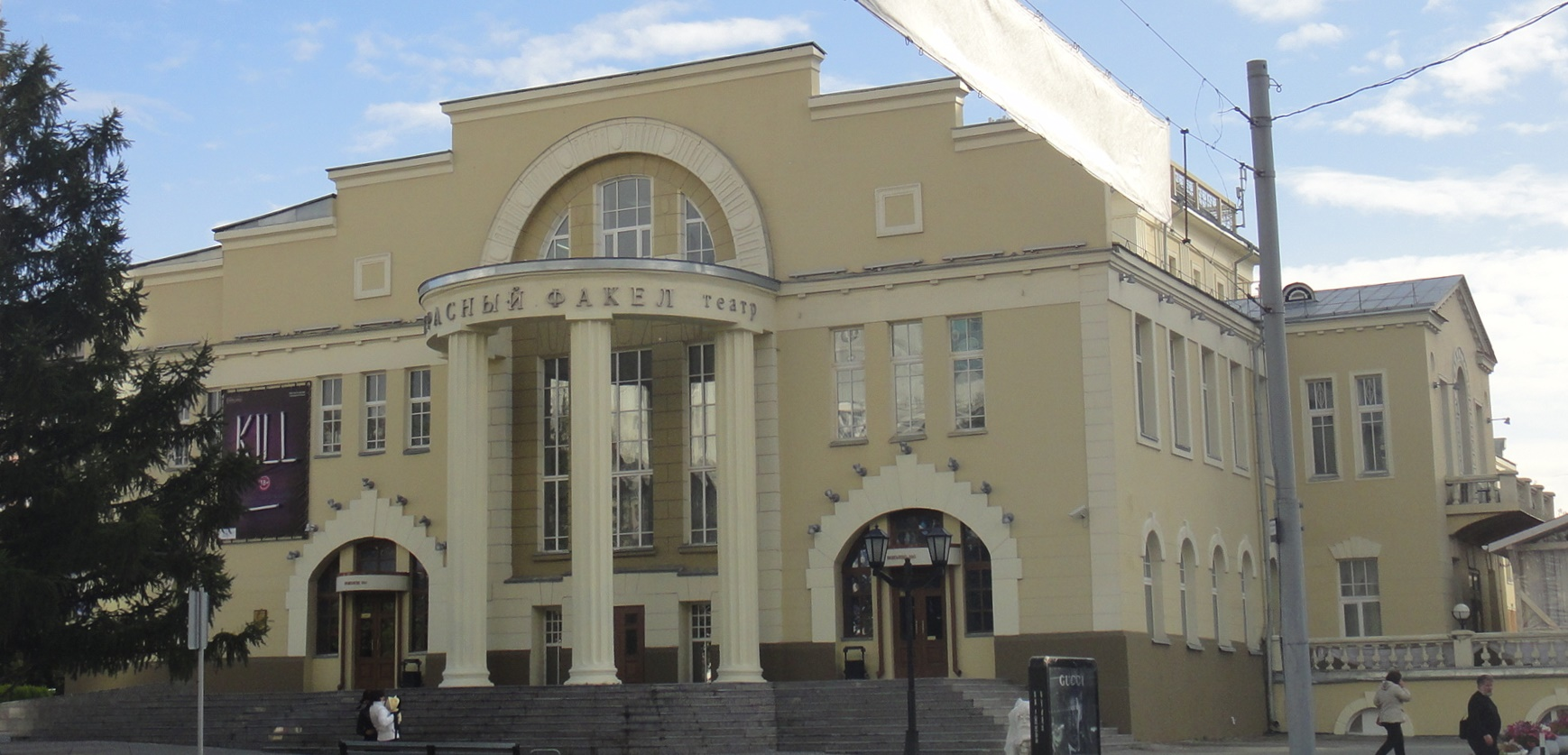
Новосибирский театр
«Красный факел»

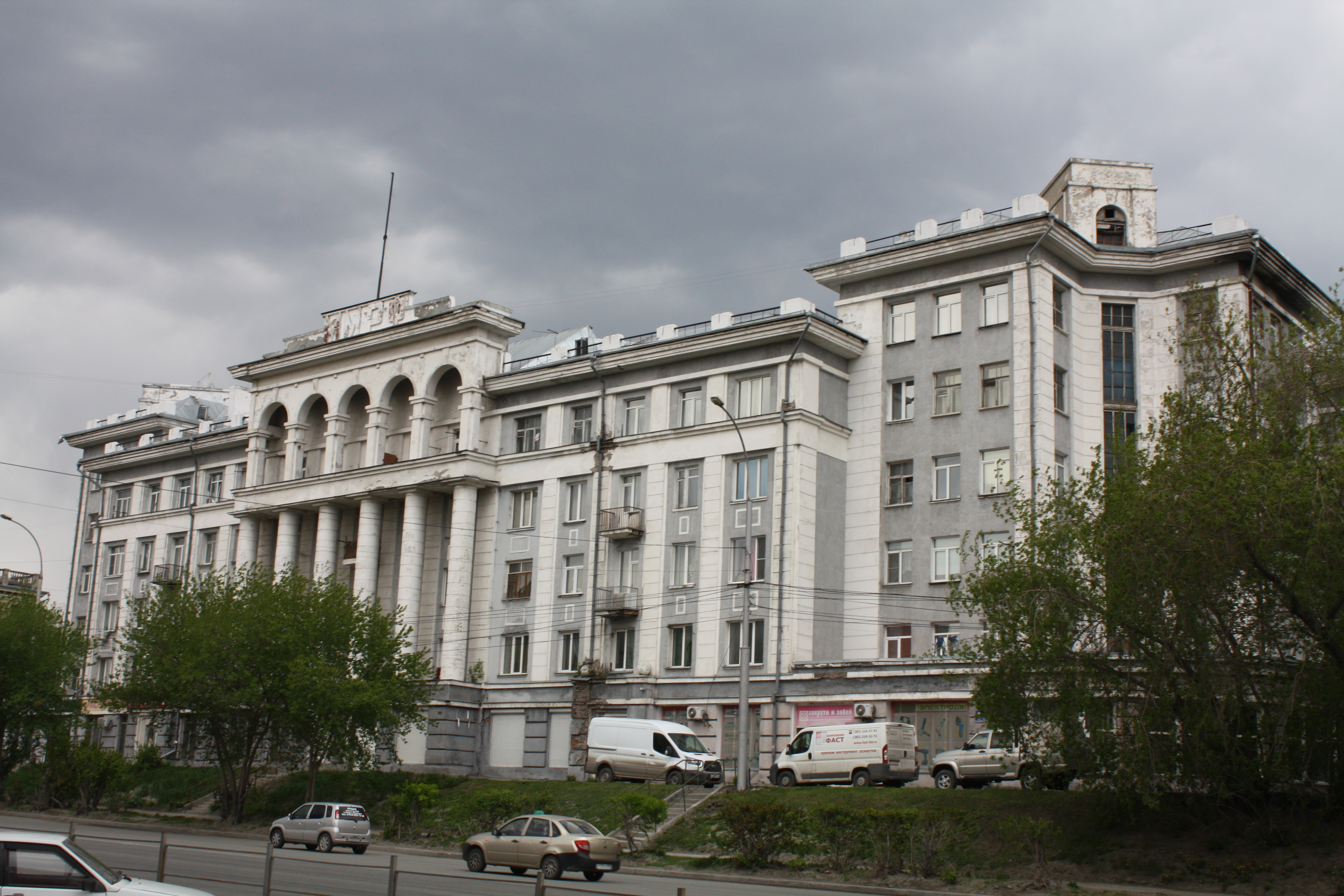
Дом грузчиков

Родился в семье священника. С 1919 по 1921 год служил в Красной армии рядовым. Учился в Ленинграде, в Академии художеств, прошёл курс, в 1930 году получив свидетельство архитектора-художника. Был направлен на работу в Новосибирск.
Построил «Дом грузчиков» (1934—1936), дом инженерно-технических работников «Трикотажстроя» (1938—1941, известен как «Генеральский дом»); стилистика обоих зданий с её флорентийскими реминисценциями может рассматриваться как переходная от постконструктивизма к сталинскому ампиру. Занимался проектом соцгорода «Сибмашстроя» (1934—1938; в 1936 году «Сибмашстрой» преобразован в авиационный завод по производству истребителей). Осуществил реконструкцию здания Коммерческого собрания, построенного в 1914 году А. Д. Крячковым, под помещение театра «Красный факел» (1937, 1952). С 1938 по 1941 год был главным архитектором Новосибирска. В 1947—1950 году разработал проект ансамблевой застройки площади Калинина, частично осуществлённый.